# Мірошовиці (Любінський повіт)
Мірошовиці (пол. Miroszowice, нім. Muckendorf) — село в Польщі, у гміні Любін Любінського повіту Нижньосілезького воєводства.
Населення — 336 осіб (2011).
У 1975-1998 роках село належало до Легницького воєводства.

## Демографія
Демографічна структура станом на 31 березня 2011 року:
|          | Загалом | Допрацездатний вік | Працездатний вік | Постпрацездатний вік |
| -------- | ------- | ------------------ | ---------------- | -------------------- |
| Чоловіки | 166     | 47                 | 112              | 7                    |
| Жінки    | 170     | 38                 | 114              | 18                   |
| Разом    | 336     | 85                 | 226              | 25                   |